# Revelganj
Revelganj är en ort i Indien.   Den ligger i distriktet Sāran och delstaten Bihar, i den nordöstra delen av landet, 800 km öster om huvudstaden New Delhi. Revelganj ligger 60 meter över havet och antalet invånare är 37 031.
Terrängen runt Revelganj är mycket platt. Runt Revelganj är det tätbefolkat, med 636 invånare per kvadratkilometer. Närmaste större samhälle är Chapra, 11,2 km öster om Revelganj. Trakten runt Revelganj består till största delen av jordbruksmark.